# Estación de Pizarra
Pizarra es una estación ferroviaria situada en el municipio español homónimo en la provincia de Málaga, comunidad autónoma de Andalucía. Forma parte de la línea C-2 de la red de Cercanías Málaga operada por Renfe.

## Situación ferroviaria
La estación se encuentra en el punto kilométrico 162,7 de la línea férrea 430 de la red ferroviaria española que une Córdoba con Málaga, a 69 metros de altitud. El tramo es de vía única y está electrificado.

## Historia
La estación fue puesta en servicio el 16 de septiembre de 1863 con la apertura del tramo Málaga-Álora de la línea que pretendía unir Córdoba con Málaga. Las obras corrieron a cargo de la Compañía del Ferrocarril de Córdoba a Málaga que se constituyó con este propósito en 1861. Sin embargo su gestión, debido a los malos resultados económicos no duró mucho y la compañía acabó integrándose en 1877 en la Compañía de los Ferrocarriles Andaluces. En 1941, con la nacionalización de la totalidad de la red ferroviaria española la estación pasó a ser gestionada por RENFE. Desde el 31 de diciembre de 2004 Renfe Operadora explota la línea mientras que Adif es la titular de las instalaciones ferroviarias.

## Servicios ferroviarios

### Cercanías
La estación forma parte de la línea C-2 de la red de Cercanías Málaga.  La frecuencia habitual es de un tren cada hora.

### Media Distancia
Antiguamente, por la estación también efectuaba parada un tren diario por sentido de media distancia que circulaba entre Málaga-María Zambrano y Ronda.